# ダイヤモンドF.C.パートナーズ
ダイヤモンドF.C.パートナーズ株式会社（ダイヤモンドエフシーパートナーズ）は、日本プロサッカーリーグ（Jリーグ）の浦和レッドダイヤモンズ（以下浦和レッズ）を運営する「浦和レッドダイヤモンズ株式会社」の株式を保有する持株会社である。本社は東京都の三菱重工業本社内にある。

## 設立の発端
浦和レッズは、Jリーグ発足当初から三菱自動車工業株式会社（以下三菱自工）を筆頭スポンサーに運営してきた。
2016年、三菱自工は9月の中間期決算で、2000億円以上もの赤字を出したこと（三菱自工・燃費試験の不正事件参照）などから、経営再建の一環として、日産自動車株式会社の傘下に入ることになった。すでに日産も同じJリーグの横浜F・マリノス（運営法人・横浜マリノス株式会社）の筆頭株主であることから、Jリーグの規則により「同一企業が複数のクラブを子会社、または関連会社として傘下に収める、いわゆるクロス・オーナー・シップとなることを禁じる」ことに抵触する可能性があるとの見解がリーグから示された。
このため、クラブ側で株式の委譲などを検討した結果、同年10月、新たに三菱重工業株式会社（以下三菱重工）が浦和レッズの株式の一部を取得し、共同で運営に関わることが発表された。
同年11月、三菱重工が60.8%、三菱自工が39.2%の割合で共同出資する持株会社「ダイヤモンドF.C.パートナーズ株式会社」を設立。これまで三菱自工が保有していた浦和レッズの株式全てをダイヤモンドF.C.パートナーズが取得した。
これに伴い、浦和レッズの株主構成は、筆頭株主がダイヤモンドF.C.パートナーズ（50.6％）に移行。同社を通じて、三菱重工が30.8%分を実質保有する主要株主となった。三菱自工の実質保有分は19.8%に下がり、浦和レッズの親会社ではなくなった。なお、浦和レッズの公式ホームページでは、ダイヤモンドF.C.社を介しての保有分とは別に、三菱重工は1%相当を直接出資で保有しているとの表記がある。
ダイヤモンドF.C.パートナーズ保有分以外の浦和レッズ株式は引き続き、さいたま市、埼玉県、各スポンサー等が保有する。2017年1月に第三者割当増資が行われ、浦和レッズの株主数が増えた。
元々、浦和レッズのチームの前身は三菱重工業サッカー部、さらにその前身企業の一つである中日本重工業株式会社サッカー部であるという歴史的な経緯があった。三菱重工は「今後レッズが日本のみならず、アジアや世界の強豪クラブとして成長・発展していくことを支援することで、世界に向けた三菱重工グループの認知度や、ブランド力の向上に寄与するものと強く期待する」などとしている。また、三菱自工も「新会社を通して今後もレッズを支援していきたい」としている。